# میکیچین
میکیچین (به لاتین: Mikicin) یک روستا در لهستان است که در گمینا یاشویوه واقع شده‌است. میکیچین ۶۱۰ نفر جمعیت دارد.